# 全日本なぎなた連盟
公益財団法人全日本なぎなた連盟（ぜんにほんなぎなたれんめい）は、日本におけるなぎなたの国内競技連盟。かつては文部科学省スポーツ・青少年局競技スポーツ課所管。日本武道協議会、日本スポーツ協会、国際なぎなた連盟、大学スポーツ協会（UNIVAS）に加盟している。

## 概要
各地にある都道府県連盟と市町村連盟、全日本学生なぎなた連盟を会員として構成されている。
本部は兵庫県伊丹市中央一丁目にある。かつては中央三丁目の小西酒造株式会社本社内に事務局を置いていたが、同社の本社移転に伴う社屋解体に伴い現在地へ移転した。

## 理念
なぎなたは、なぎなたの修錬により、心身ともに調和のとれた人材を育成する

## 主な会長
- 山内禎子 - 昭和30年全日本薙刀連盟会長就任[1]。元皇族。
- 小西静子 - 昭和35年就任[1]。小西酒造12代小西新右衛門長女（1919-1991）。同社元社長。
- 河盛敬子 - 平成3年就任[1]。小西静子次女（1948－2002）。なぎなたは13歳から始める。甲南大学文学部卒。夫は会社役員。1991年3月には女性初の日本オリンピック委員会の理事となった。[2]
- 鶴岡徳子 - 平成15年就任[1]。大阪・高千穂鉄工社長
- 長濱文子 - 平成16年就任[1]
- 橋本久美子 - 平成18年就任[1]
- 宮川祥子 - 平成19年就任[1]
- 佐藤浩市 - 平成24年就任[1]

## 沿革
- 1953年 - GHQによって禁止されていた薙刀術復活のための委員会設置
- 1954年 - 指導教材作成委員会設置
- 1955年 - 全日本剣道連盟から独立。全日本薙刀（なぎなた）連盟発足
- 1968年 - 財団法人化
- 1978年 - 日本体育協会に加盟
- 1991年 - 国際なぎなた連盟に加盟

## 主催大会
- 全日本なぎなた選手権大会
- 都道府県対抗なぎなた選手権大会
- 全日本学生なぎなた選手権
- 全日本男子なぎなた選手権大会
- エンジョイなぎなた全国大会
- 全国高等学校総合体育大会なぎなた競技大会
- 全国高等学校なぎなた選抜大会
- 全国中学生なぎなた大会
- 全日本少年少女武道（なぎなた）錬成大会